# Bozioru
Bozioru – wieś w Rumunii, w okręgu Buzău, w gminie Bozioru. W 2011 roku liczyła 415 mieszkańców.